# Dr. Paul Koch GmbH
Die Dr. Paul Koch GmbH ist ein Spezialist für chirurgische Verbandschienen und Bewegungsschienen für den Krankenhausbedarf mit Sitz in Frickenhausen in Baden-Württemberg. Das Unternehmen existiert seit 1879 und beschäftigt 18 Mitarbeiter.

## Geschichte
Das Unternehmen wurde von Paul Koch (* 30. Juni 1844; † 13. April 1911) gegründet, der eine Apotheke in Neuffen und eine weitere in Owen betrieb. Während des Deutsch-Französischen Krieges 1870/71 arbeitete er in einem Feldspital und reiste der kämpfenden Armee nach Paris nach. Damals konnten Verletzungen nur mit einfachen Mitteln wie Holzlatten, Ästen und Stöcken geschient werden. Koch sah, dass diese Methoden nur wenig erfolgreich waren, und beschloss, eine Fabrik chirurgischer Verbandschienen und Krankenhausbedarf zu gründen, um die Versorgungsmöglichkeiten zu verbessern. Unterstützung bei der Gründung erhielt er von einem Kameraden, dem Arzt Paul von Bruns aus Tübingen (* 1846; † 1916). Die erste Schiene, die Paul Koch entwarf, war die Cramer-Schiene. Dabei handelt es sich um die erste flexibel anpassbare Schiene. Sie wurde gepolstert und zur Fixierung mit Binden umwickelt.
Im Jahr 1910 konnte die Extensionskappe nach Professor Heussner hergestellt werden. Als weiteres Produkt hat Paul Koch die ersten motorischen Bewegungsschienen entwickelt. Das Modell wurde weiterentwickelt bis zur heutigen Produktlinie Fisiothek 2000. Die motorische Bewegungsschiene dient zur postoperativen, passiven Mobilisation von Hüftgelenken, Kniegelenken und Sprunggelenken.
Während des Ersten Weltkrieges produzierte das Unternehmen in einem neuen, größeren Fabrikgebäude eine große Anzahl Verbandschienen. Der Umzug in das neue Fabrikgebäude erfolgte 1911/12. Zu dieser Zeit wurde das Unternehmen von Kochs Sohn, Georg Koch, geleitet. Die beiden Apotheken hatte er verkauft, um sich auf die Produktion von Schienen konzentrieren zu können.
Die Gründungsidee aus dem 19. Jahrhundert gilt noch heute. Die Erfindungen der Schienen von Paul Koch sind heute in der Medizin, insbesondere bei der Versorgung von Knochenbrüchen, noch weit verbreitet. Die Produktpalette wurde im Laufe der Zeit erweitert. Die heutigen Bewegungsschienen sind mikroprozessorgesteuert.

## Produkte
Aktuell bietet die dr. paul koch gmbh rund 1500 Produkte an, die meisten davon aus eigener Fertigung. Zum Sortiment gehören Artikel aus den Bereichen Zubehör für Klinik und Praxis, Lagerung, Gehhilfen, Extension, Infusion, Mobilisation, Fixierung und Pflege. Daneben hat sich das Unternehmen auf den Vertrieb von „Vitalprodukten“ spezialisiert.